# 2003年7月逝世人物列表
2003年逝世人物列表：1月 - 2月 - 3月 - 4月 - 5月 - 6月 - 7月 - 8月 - 9月 - 10月 - 11月 - 12月
2003年7月逝世人物列表，是用于汇总2003年7月期间逝世人物的列表。

## 依日期排序

### 1日
- Berta Ambrož，58歲，南斯拉夫和斯洛維尼亞歌手。
- 約翰·比塞爾·卡羅爾，87歲，美國心理學家。[1]
- 侯賽因·費克里（Hossein Fekri），79歲，伊朗足球運動員和教練。
- Chicho Sánchez Ferlosio，63歲，西班牙創作歌手。[2]
- Herbie Mann，73歲，美國跨界爵士樂和 Bossa Nova 長笛演奏家，前列腺癌。[3]
- 比爾·米勒，75歲，美國棒球運動員（紐約洋基、巴尔的摩金莺）。[4]
- 喬蓬納里，83歲，柬埔寨共產黨員，紅色高棉領導人波爾布特的妻子，癌症患者。[5]
- 喬治·羅珀，69歲，英國喜劇演員，癌症。[6]

### 2日
- 小伊萬·艾倫（Ivan Allen， Jr.），92 歲，美國商人，亞特蘭大第52任市長。[7]
- 布裡格斯·坎寧安（Briggs Cunningham），96歲，美國企業家和運動員，阿爾茨海默病。
- 佛蘭克林·法雷爾，95歲，美國冰球運動員（1932年冬季奥林匹克运动会男子冰球銀牌）。[8]
- 安東尼奧·福蒂奇 （Antonio Fortich），89歲，菲律賓羅馬天主教主教和社會活動家。
- 納吉布·哈拉比（Najeeb Halaby），87歲，美國商人、飛行員，约旦努爾王后（Queen Noor）的父親。[9]
- 埃尔基·马莱纽斯，75歲，芬蘭業餘拳擊手和奧運獎牌得主。[10]
- 詹姆斯·撒克遜，48歲，英國電視和戲劇演員，心臟病發作。

### 3日
- 加埃塔諾·阿利布蘭迪（Gaetano Alibrandi），89歲，義大利教皇外交官和愛爾蘭聖座大使。[11]
- 約翰內斯·安德內斯（Johannes Andenæs），90歲，挪威法學家和教授。[12]
- 文斯勞埃德（Vince Lloyd），96歲，美國電臺播音員，胃癌。
- Jack B. Olson，82歲，美國商人、外交官和政治家。
- Skip Scarborough，58歲，美國詞曲作者，癌症。[13]
- 尤里·謝科奇欣，53歲，蘇聯和俄羅斯調查記者、作家和政治家，被毒死。
- 安妮·芭芭拉·安德希爾（Anne Barbara Underhill），83歲，加拿大天体物理学家。
- 王己千，96歲，美籍華裔藝術家和藝術收藏家。[14]

### 4日
- Manuel Araneta， Jr.，76歲，菲律賓籃球運動員（1948年夏季奥林匹克运动会篮球比赛）。[15]
- 拉裡·伯克特（Larry Burkett），64歲，美國電臺名人，心力衰竭。
- Anthony J. Celebrezze Jr.，61歲，美國政治家，心臟病發作。[16]
- 安德列·克拉沃（André Claveau），87歲，法國歌手。[17]
- 泰勒·麥克維，91歲，美國演員，白血病。
- Armin Mohler，83歲，瑞士極右派政治哲學家和記者。[18]
- 托姆里斯·烏亞爾（Tomris Uyar），62歲，土耳其作家和翻譯。
- 巴里·懷特（Barry White），58歲，美國圓滑的靈魂歌手（《Can't Get Enough of Your Love， Babe》），腎功能衰竭。[19]

### 5日
- 张爱萍，93歲，中國軍隊領導人，邓小平時期的國防部長。[20]
- 費爾南多·阿貝克斯（Fernando Arbex），62歲，西班牙音樂家和詞曲作者。[21]
- Prodan Gardzhev，67歲，保加利亞中量级自由式摔跤手和奧運會冠軍，心臟病發作。[22]
- 羅曼·利亞申科，24歲，俄羅斯冰球運動員（達拉斯星、紐約遊騎兵），上吊自殺。[23]
- Nǃxau，58歲，納米比亞演員和桑人（上帝也瘋狂），结核病。
- 奧爾良-布拉干薩的伊莎貝爾，91歲，法國貴族，巴黎伯爵亨利六世的遺孀，法國王位的覬覦者。[24]
- 納達夫·薩夫蘭（Nadav Safran），77歲，美國學者和阿拉伯联合酋长国和中东政治專家，癌症。[25]
- 櫻內義雄，91歲，日本政治家。
- 海蒂·施倫格爾（Hedy Schlunegger），80歲，瑞士高山滑雪運動員和奧運冠軍。[26]
- Sulaiman Ninam Shah，83歲，馬來西亞商人和政治家。
- Bebu Silvetti，59歲，阿根廷音樂家、詞曲作者和編曲家，呼吸衰竭。

### 6日
- Skip Battin，69歲，美國貝斯吉他手、歌手和詞曲作者（飞鸟乐队、Flying Burrito Brothers），患有阿爾茨海默病。[27]
- 威利·布坎（Willie Buchan），88歲，蘇格蘭足球運動員和經理。[28]
- 埃德·錢德勒，86歲，美國棒球運動員（洛杉矶道奇）。[29]
- 巴迪·艾布森，95歲，美國演員（貝弗利山人、巴納比·鐘斯、第凡內早餐），肺炎。[30]
- 伊格納西奧·安東尼奧·貝拉斯科·加西亞（Ignacio Antonio Velasco García），74歲，委內瑞拉天主教會樞機主教。[31]
- Çelik Gülersoy，72歲，土耳其律師、作家和詩人，胰臟癌。
- 安德魯·海斯凱爾，87歲，美國記者，时代公司董事長兼首席執行官。[32]
- 安塔爾·科塔斯（Antal Kotász），73歲，匈牙利足球運動員。
- 凱薩琳·雷恩（Kathleen Raine），95歲，英國詩人和文學評論家。[33]
- Spec Sanders，84歲，美式橄欖球運動員（德克薩斯大學、紐約洋基 (美式足球)、紐約洋基）。[34]

### 7日
- 瓦倫丁·比比克，62歲，烏克蘭作曲家、教師和教授。
- 拉斐爾一世·比達維德，81歲，伊拉克加色丁禮天主教會宗主教（1989—2003年）。[35]
- Izhak Graziani，78歲，指揮。[36]
- Shlomo-Ya'akov Gross，94歲，以色列政治家。
- Antonio Iranzo，73歲，西班牙電影演員。[37]
- 查理斯·普爾·金德爾伯格（Charles Poor Kindleberger），92歲，美國經濟歷史學派和作家，中風。[38]
- 馬里奧·佩迪尼（Mario Pedini），84歲，義大利政治家。
- 弗雷德·波拉德（Fred G. Pollard），85歲，美國律師和政治家。[39]
- 鈴木富子，47歲，日本配音演員，心臟病發作。

### 8日
- Ladan 和 Laleh Bijani，29歲，伊朗連體雙胞胎，分離手術后出現併發症。[40]
- 保羅·布蘭德，88歲，英國外科醫生，麻風病研究的先驅。[41]
- 鄧肯·克拉克，88歲，蘇格蘭鏈球運動員（1948 年奧運會男子鏈球，1952 年奧運會男子鏈球）。[42]
- 刘易斯·科塞（Lewis A. Coser），89歲，德裔美國社會學家。
- 瑪喬麗·福勒（Marjorie Fowler），82歲，美國電影剪輯師。
- 稻田悅子，79歲，日本奧運花樣滑冰運動員。[43]
- Subhash Mukhopadhyay，84歲，印度孟加拉族詩人。

### 9日
- 老克裡斯托弗·布萊克，43歲，美國被定罪的殺人犯，注射死刑。
- 埃伯哈德·布魯姆，84歲，德國公務員，德國聯邦情報局（BND）局長。[44]
- 喬·科博爾德，76歲，英國賽狗訓練師。
- 瓦萊麗·吉隆（Valerie Gearon），65歲，英國女演員。
- 約瑟芬·雅各森（Josephine Jacobsen），94歲，美國詩人、短篇小說家和散文家。[45]
- 萊利·多比·諾埃爾（Riley Dobi Noel），31歲，美國被定罪的殺人犯，注射死刑。[46]

### 10日
- 阿爾文·奧爾康（Alvin Alcorn），90歲，美國新奧爾良爵士小號手。[47]
- 溫斯頓·格雷厄姆（Winston Graham），95歲，英國小說家。[48]
- 謝爾登·賈弗里（Sheldon Jaffery），69歲，美國書目學家。[49]
- 約翰·珀德爾，44歲，美國音樂家和唱片製作人，癌症。
- 哈特利·肖克羅斯（Hartley Shawcross），101歲，英國大律師，政治家和紐倫堡審判的首席檢察官。[50]
- 曼努埃爾·瓦斯克，76歲，葡萄牙足球運動員。

### 11日
- 斯捷潘·契尔沃年科，87歲，蘇聯外交官。
- 米奇·迪恩斯（Mickey Deans），68歲，美國夜總會經理，女演員兼歌手朱迪·加兰（Judy Garland）的（最後一任）丈夫，患有心力衰竭。
- 亨利·格拉夫朗（Henry Gravrand），81歲，法國天主教會非洲傳教士和人類學家。[51]
- Zahra Kazemi，55歲，伊朗裔加拿大記者，頭部鈍器傷。[52]
- 蜜雪兒·德·聖洛朗（Michèle de Saint Laurent），76歲，法國癌症學家。
- 多蘿西·坎寧·米勒（Dorothy Canning Miller），99歲，美國藝術策展人。[53]
- 約翰·羅奇（John Roach），81歲，天主教會的美國神職人員。[54]
- Bhisham Sahni，87歲，印度作家、劇作家和演員。[55]
- 羅伯特·加斯科因-塞西爾，第六代索爾茲伯里侯爵，86歲，英國貴族和政治家。
- Ray Whitrod，88歲，澳大利亞警官和昆士蘭州警察局長。[56]
- 肯·懷爾德（Ken Whyld），77歲，英國國際象棋作家（The Oxford Companion to Chess），歷史學家和專欄作家。[57]
- 葉德利，96歲，印尼商人、賽車手和車隊老闆（一级方程式赛车、印第賽車）。[58]

### 12日
- 賽義德·伊什蒂亞克·艾哈邁德（Syed Ishtiaq Ahmed），71歲，孟加拉國律師和憲法學家。
- 本尼·卡特（Benny Carter），95歲，美國爵士乐先驅，支氣管炎。[59]
- 馬克·洛弗爾，43歲，英國拉力賽車手，賽車事故。
- 埃利斯·保羅·托倫斯，87歲，美國心理學家。[60]
- 艾略特·沃爾德（Eliot Wald），57歲，美國戲劇、電視和電影喜劇作家（第二城喜剧团、週六夜現場、無處營地）。[61]

### 13日
- Alpha L. Bowser，92歲，美國海軍陸戰隊中將（硫磺岛战役，长津湖战役）。[62]
- 迪尔达尔，58歲，孟加拉國演員。
- 薩拉馬特·哈希姆（Salamat Hashim），61歲，菲律賓伊斯蘭激進分子，心臟病和急性潰瘍引起的併發症。
- 愛琳·羅傑斯（Eileen Rodgers），73歲，美國歌手和百老匯表演者，肺癌。[63]
- Compay Segundo，95歲，古巴音樂家，Buena Vista社交俱樂部的明星，腎衰竭。[64]

### 14日
- Leela Chitnis，93歲，印度女演員。[65]
- Jiří Dolana，66歲，捷克冰球運動員。[66]
- Éva Janikovszky，77歲，匈牙利作家。[67]
- 莫里西·詹森（Morrissey Johnson），70歲，加拿大政治家（紐芬蘭與拉布拉多省博納維斯塔-三一-概念国会议员），機動車與駝鹿相撞。[68]
- 魯本·馬里諾·納瓦羅（Rubén Marino Navarro），70歲，阿根廷足球運動員。
- 路易士·羅伯肖（Louis Robertshaw），90歲，美國橄欖球運動員和美国海军陆战队軍官，癌症。
- Rajendra Singh，81歲，印度教民族主義準軍事組織国民志愿服务团的印度負責人。

### 15日
- 羅伯托·博拉尼奧，50歲，智利裔西班牙作家（《野蠻偵探》，2666年），肝衰竭。[69]
- 查克·格里格斯比（Chuck Grigsby），74歲，美國籃球運動員。[70]
- 約翰·理查·海德，90歲，加拿大軍人和政治家。
- 洛林·克魯格（Lorraine Krueger），85歲，美國女演員。
- 裘蒂思·黑爾（Judith Hare），利斯托爾伯爵夫人，100歲，匈牙利裔英國作家和貴族。[71]
- 阿爾弗雷德·普雷斯勒（Alfred Preissler），82歲，德國足球運動員和經理。
- 特克斯·施拉姆（Tex Schramm），83歲，美國總統兼達拉斯牛仔橄欖球隊總經理。[72]
- 亞歷山大·沃克（Alexander Walker），73歲，北愛爾蘭電影評論家（《倫敦標準晚報》）和作家。[73]
- 伊莉莎白·韋爾奇（Elisabeth Welch），99歲，美國歌手和演員。[74]

### 16日
- K. P. A. C. Azeez，55歲，馬拉雅拉姆語電影中的印度演員。
- 西莉亞·克魯茲（Celia Cruz），77歲，古巴騷沙音樂歌手，腦癌。[75]
- 拉爾夫·富特（Ralph A. Foote），80歲，美國律師和政治家。[76]
- Lu Gambino，79歲，美國橄欖球運動員。[77]
- 什穆埃爾·薩夫拉（Shmuel Safrai），84歲，以色列作家、學者和歷史學家。[78]
- Kurt Semm，76歲，德國婦科醫生，微創手術的先驅。[79]
- 卡羅爾·希爾茲（Carol Shields），68歲，加拿大作家，乳癌。[80]
- 切斯特菲爾德·史密斯，85歲，美國律師。
- Alida van den Bos，101歲，荷蘭體操運動員（1928年夏季奥林匹克运动会女子團體體操金牌）。[81]
- 德米特裡·瓦西裡耶夫，58歲，蘇聯裔俄羅斯演員、君主主義者、反猶主義者和極端民族主義者，心臟病發作。
- Reetika Vazirani，40歲，印度裔美國詩人和教育家，刺傷自殺。[82]

### 17日
- Hans Abich，84歲，德國電影製片人。[83]
- 曼努埃爾·佛蘭克林·達科斯塔，81歲，安哥拉天主教會大主教。
- 埃兰·赫肯拉特，90歲，瑞士田徑手球運動員。[84]
- 大衛·凱利，59歲，英國科學家和武器專家，因藥物過量自殺。
- 沃爾特·佩里（Walter Perry），82歲，蘇格蘭學者。[85]
- 罗莎琳·图雷克（Rosalyn Tureck），89歲，美國鋼琴家和大鍵琴家。[86]
- 阿卜杜拉·亞克塔，89歲，阿富汗政治家，總理（1967 年）。
- 沃爾特·扎普（Walter Zapp），97歲，波罗的海德意志人發明家（米诺克斯微型摄影术）。[87]

### 18日
- Jane Barbe，74歲，美國配音演員（電話公司“Time Lady”）和歌手，癌症。[88]
- 馬克·卡莫萊蒂（Marc Camoletti），79歲，法國劇作家。[89]
- 塞薩爾·拉米雷斯，74歲，菲律賓演員，心臟病發作。
- 諾曼·拉斯穆森（Norman Rasmussen），75歲，美國物理學家。[90]

### 19日
- 比爾·布萊特（Bill Bright），81歲，美國福音派基督徒，學園傳道會（Campus Crusade for Christ）的創始人。[91]
- 埃琳娜·卡法雷納（Elena Caffarena），100歲，智利律師和政治家。
- Maruchi Fresno，87歲，西班牙電影女演員，心臟病發作。[92]
- 皮埃爾·格雷伯（Pierre Graber），94歲，瑞士政治家和瑞士聯邦委員會成員（1970—1978年）。
- Jude Milhon，64歲，美國民權宣導者、作家、駭客和女性主義者，癌症患者。[93]
- 維克·巴爾加斯，64歲，菲律賓演員。

### 20日
- Lauri Aus，32歲，愛沙尼亞奧林匹克自行車手（1992年、1996年、2000年、2000 年），騎自行車被醉酒司機撞倒。[94]
- 尼古拉斯·弗里林，76歲，英國犯罪作家。[95]
- Renee Gadd，95歲，阿根廷裔英國電影女演員。
- Juli Gonzalvo，86歲，西班牙足球運動員。
- 卡羅爾·格雷斯（Carol Grace），78歲，美國女演員和作家，顱內動脈瘤。[96]
- 弗拉基米爾·克蘭茨，90歲，蘇聯俄羅斯畫家。[97]
- 埃利奧特·諾頓，100歲，美國戲劇評論家，“美國戲劇評論家院長”。[98]
- 威廉·伍爾福克，86歲，美國小說家、編劇和漫畫作家。[99]

### 21日
- 約翰·大衛斯，65歲，紐西蘭奧運選手（田徑）和紐西蘭奧林匹克委員會主席，黑色素瘤。[100]
- 馬特·傑弗裡斯（Matt Jefferies），81歲，美國藝術總監（星際爭霸戰系列）；进取号星舰的設計師，心臟病發作。
- 蒂姆·海門斯利（Tim Hemensley），31歲，澳大利亞歌手和貝斯吉他手，海洛因過量。[101]
- Shujauddin Siddiqi，84歲，印度一流板球運動員。[102]

### 22日
- Arthur W. Adamson，83歲，美國化學家，對無機光化学做出了貢獻。[103]
- Hamer H. Budge，92歲，美國政治家（美国证券交易委员会第16任主席，愛達荷州第二國會選區的美國眾議員）。[104]
- 埃利·法拉赫，93歲，黎巴嫩馬龍派教會大主教。
- 斯坦利·富爾德（Stanley H. Fuld），99歲，美國律師、法官和政治家。[105]
- 库赛·萨达姆·侯赛因（Qusay Hussein），37歲，伊拉克政治家，萨达姆·侯赛因（Saddam Hussein）的次子，被美軍殺害。
- 乌代·萨达姆·侯赛因（Uday Hussein），39歲，伊拉克政治家，萨达姆·侯赛因（Saddam Hussein）的長子，被美軍殺害。
- Lee Knorek，82歲，美國籃球運動員。[106]
- 諾曼·路易斯（Norman Lewis），95歲，英國旅行作家。[107]
- Dhimitër Shuteriqi，87歲，阿爾巴尼亞學者、文學史學家和作家。
- 塞爾日·西爾伯曼，86歲，法國電影製片人。[108]
- 理查·沃克（Richard L. Walker），81歲，美國外交官（美國駐韓國大使）和教授。[109]

### 23日
- 希拉·布羅姆利（Sheila Bromley），91或95歲，美國電視和電影女演員（Westward Ho、Lawless Range、Perry Mason）。[110]
- 詹姆斯·大衛斯，41歲，美國員警、懲教官和政治家，兇殺案。
- 阿道夫·德萊達（Adolphe Deledda），83歲，義大利-法國公路自行車賽車手。[111]
- 加里·金，55歲，美國爵士乐貝斯手、詞曲作者、作曲家和編曲家。
- Jean-Claude Pressac，59歲，法國化學家、藥劑師和作家。[112]
- 伊馮娜·桑松（Yvonne Sanson），76歲，義大利電影女演員，動脈瘤。[113]
- Speedy Thomas，56歲，美式橄欖球運動員。[114]
- 诺瓦克·托米奇，67歲，塞爾維亞足球運動員。
- 格雷迪·威爾遜，80歲，美國棒球運動員（匹茲堡海盜）。[115]

### 24日
- Iya Arepina，73歲，蘇聯/俄羅斯女演員。
- Henri Attal，67歲，法國演員，哮喘。[116]
- Samit Bhanja，59歲，印度演員和導演。
- Ella Orr Campbell，92歲，紐西蘭植物學家。[117]
- 博日達爾·德雷諾瓦茨，81歲，塞爾維亞足球運動員和經理。
- 沃倫·克雷默，82歲，美國漫画家。[118]
- 黒田了一，92歲，日本法學家和政治家，肺炎。
- 莫裡斯·普萊斯（Maurice Pryce），90歲，英國物理學家。[119]
- 丹·斯穆特，89歲，美國联邦调查局特工和政治活動家。[120]

### 25日
- 埃里克·布鲁恩（Erik Brann），52歲，美國鐵蝴蝶樂團（American Iron Butterfly）吉他手，心臟病發作。[121]
- 91歲的德國航空工程師路德維希·博爾科夫（Ludwig Bölkow）設計了世界上第一架噴氣式戰鬥機，即納粹德國的Me 262戰鬥機。[122]
- 哈爾·赫伯特，81歲，英裔加拿大政治家。
- Jiří Horák，79歲，捷克政治家和政治分析家。[123]
- Norm McRae，55歲，美國棒球運動員（底特律老虎）。[124]
- 湯瑪斯·薩維奇，88歲，美國小說家。[125]
- 约翰·施莱辛格，77歲，英國電影導演（午夜牛郎、馬拉松人、血腥星期天），奥斯卡金像奖得主（1970年），中風。[126]

### 26日
- 尤爾根·勃蘭特，80歲，德國將軍和聯邦武裝部隊參謀長（1978—1983年）。
- 威廉·達吉，91歲，澳大利亞畫家。[127]
- 羅伯特·法瓦特，92歲，法國演員。[128]
- 約翰·海姆，82歲，美國歷史學家。[129]
- 希爾德·列維，94歲，德裔丹麥物理學家。
- Harold C. Schonberg，87歲，美國音樂評論家和記者。[130]
- 戈登·泰勒，93歲，加拿大政治家、商人和教師。

### 27日
- 卡琳·布斯，87歲，美國電影和電視女演員。
- 萬斯·哈特克，84歲，美國政治家（1959 年至 1977 年擔任印第安那州聯邦參議員）。[131]
- Henning Holck-Larsen，96歲，丹麥工程師和企業家。
- 鲍勃·霍普，100歲，英裔美國喜劇演員和演員（Road to ...），肺炎。[132]
- 恩古扎·卡爾·伊·邦德（Nguza Karl-i-Bond），64歲，扎伊爾政治家。
- Rinty Monahan，75歲，美國棒球運動員（費城田徑隊）。[133]
- 阿爾弗雷多·愛德華多·巴雷托·德·弗雷塔斯·諾羅尼亞，84歲，巴西足球運動員和經理。
- Emmanuel Pelaez，87歲，菲律賓公務員和政治家，心臟病發作。
- Audrius Šlekys，28歲，立陶宛足球運動員，交通事故。[134]

### 28日
- 格拉迪斯·埃傑利·貝茨（Gladys Edgerly Bates），107歲，美國雕塑家，費城十人組成員，神秘藝術博物館（Mystic Museum of Art）創始成員。[135]
- Aaron Bell，82歲，美國爵士貝斯手、作曲家和教師，艾靈頓公爵的貝斯手。[136]
- René Berg，47歲，英國音樂家、歌手、吉他手和詞曲作者。
- 楚·博德曼，93歲，美國演員和編劇（荒野大鏢客、佩里·梅森、弗吉尼亞人、富礦），胰臟癌。[137]
- 阿德里安·伯克，75歲，美國橄欖球運動員（貝勒、印第安纳波利斯小马、费城老鹰）。[138]

### 29日
- 薩巴胡丁·比拉洛維奇，43歲，波士尼亞籃球運動員。
- 魯道夫·費舍爾（Rudolf Fischer），90歲，德國鋼琴家和教育家。[139]
- 路德·亨德森，84歲，美國編曲家、作曲家和鋼琴家。[140]
- Tex McCrary，92歲，美國記者和公共關係專家。[141]
- 吉姆·普魯特，85歲，美國棒球運動員（費城田徑隊）。[142]
- 福迪·桑科，65歲，塞拉利昂叛軍領導人，中風后出現併發症。
- 傑拉德·福利奧特·沃恩（Gerard Folliott Vaughan），80歲，英國精神病學家和政治家。[143]
- 約翰尼·沃克（Johnny Walker），82歲，印度喜劇演員，出演了300多部電影。[144]

### 30日
- 霍華德·阿姆斯壯（Howard Armstrong），94歲，美國弦樂樂隊小提琴手、曼陀林演奏家和鄉村藍調音樂家，心臟病發作。[145]
- 瑪麗安·卡爾，77歲，美國女演員。[146]
- 史蒂夫·希斯洛普，41歲，蘇格蘭摩托車賽車手，直升機事故。[147]
- Ewa Krzyżewska，64歲，波蘭女演員，交通事故。
- Alicia Lourteig，89歲，阿根廷和法國植物学家，酢漿草科專家。
- 門德爾·彼得森（Mendel L. Peterson），85歲，美國考古學家，史密森尼学会（Smithsonian Institution）前館長。
- 山姆·菲力浦斯（Sam Phillips），80歲，美國唱片製作人，呼吸衰竭。[148]
- 艾哈邁德·薩夫瓦特（Ahmed Safwat），56歲，埃及壁球運動員，心臟病發作。
- 卡洛斯·萊莫斯·西蒙茲，69歲，哥倫比亞政治家，副總統（1996—1998年），肺癌。

### 31日
- 愛德華·亞歷山大（Edward P. Alexander），96歲，美國歷史學家和作家，心臟病。[149]
- 老約翰·阿斯頓，81歲，英國足球運動員。
- Bigode，81歲，巴西足球運動員，呼吸系統疾病。[150]
- Frederick Coffin，60歲，美國電影演員、歌手、詞曲作者和音樂家，肺癌。[151]
- Guido Crepax，70歲，義大利漫畫家，多发性硬化症。
- 派特裡夏·戈德曼-拉基克（Patricia S. Goldman-Rakic），66歲，美國神经科学、精神病學和心理學教授，被汽車撞倒。[152]
- 萨达尔·易卜拉欣汗（Sardar Muhammad Ibrahim Khan），88歲，巴基斯坦政治家，自由克什米爾第一任總統。
- 羅蘭·斯文森，93歲，瑞典畫家、作家和藝術家。